# 黄蒲高速公路
黄龙至蒲城高速公路，简称黄蒲高速，是中国国家高速公路网纵向并行线榆蓝高速公路（G6521）的重要路段，也是陕西省“2367”高速公路网联络线之一“黄渭线”的组成部分。线路起于延安市黄龙县石堡镇安善村，顺接延黄高速公路，经洛川县石头镇、白水县史官镇、雷牙镇、冯雷镇、蒲城县罕井镇、上王乡，止于蒲城县城东约2.5公里的转弯村，与渭蒲高速公路起点相接。全长80.090公里，采用BOT模式建设运营。总投资75.385亿元人民币。于2020年12月23日全线正式通车，结束了黄龙县不通高速公路的历史，使延安市实现了“县县通高速”的目标。

## 工程规模
线路全长80.09公里，其中黄龙至白水段长45.962公里，白水至蒲城段长34.128公里，全线采用双向四车道高速公路标准，路基宽度26米，其中雷牙立交至史官南立交段10.351公里，与合铜高速公路共线，采用双向六车道标准建设，路基宽度33.5米。设计时速100公里/小时。全线设互通立交7处，匝道收费站5处，服务区2处，停车区1处。全线共设隧道1座，桥梁13120米/72座，最高墩达131米，桥隧比17.4%。

### 重点工程
- 洛河大桥：全长1538米，跨越洛河，采用预应力混凝土结构，跨径布置为：13×40米箱梁+（65+3×120+65）米刚构连续梁+13×40米箱梁，下部结构为薄壁空心墩及柱式墩、桩基础，最大桩长20米，承台体积为11.6×11.6×5米，最大墩高131米，最大桥高142米。2018年3月1日开工[6]，2020年10月5日全线贯通[7]。
- 石堡川河大桥：全线最长的特大桥，跨越石堡川河，全长1538米，最大桥高136.9米，主桥最大墩高129米。全桥结构形式：主桥上部为（65+4×120+65）米预应力混凝土连续刚构，下部为单薄壁空心墩，钻孔灌注桩基础；引桥上部为（3×40）+5（4×40）米预应力混凝土箱梁，下部为柱式桥墩及空心墩，钻孔灌注桩基础；桥台为肋板式、柱式桥台，钻孔灌注桩基础[8]。于2018年9月18日全桥贯通[9]。
- 洛窑科隧道：全线唯一一座隧道，进口位于黄龙县龙尾湾村以南，出口位于店子河村以北。为双向四车道分离式隧道，设计速度80公里/小时，限高5米。人行横洞宽度2.2米，车行横洞宽度4.0米。复合式衬砌，端墙式洞门，纵向坡度为-1.2/1370。左线全长1370米，最大埋深160米；右线全长1485米，最大埋深166.8米。于2018年4月3日正式开工[10]，2019年7月22日左洞贯通[11]。

## 建设历程
2012年11月，吉林省长城路桥建工有限责任公司与陕西鑫昱置业公司组成的联合体，在省级蒲白黄高速公路项目工程招标中成功中标。2013年6月，黄蒲高速公路被升级纳入国家高速公路网。7月5日，陕西省白水县人民政府与吉林省长城路桥建工有限责任公司签订《黄渭线黄龙至蒲城段公路BOT项目投资合同书》，双方约定按照投标书、陕西省人民政府复函、中标书以及各会议纪要所承诺的条件建设上述项目，工期4年，并就违约责任做出约定。9月12日，白水至蒲城段正式开工。10月15日，吉林省长城路桥建工有限责任公司出资设立陕西蒲白黄高速公路建设管理有限责任公司（简称“蒲白黄公司”）。12月5日，蒲白黄公司与渭南市人民政府签订了《黄渭高速白水至蒲城段高速公路BOT特许经营权合同》。2014年3月14日，蒲白黄公司与中核西北建设集团有限公司签订了白水至蒲城段施工总承包合同。
根据《黄渭线黄龙至蒲城段公路BOT项目投资合同书》约定，项目资金由企业自筹、银行贷款、国家补助三部分组成，其中投资总额中，企业自筹35.54%作为项目资本金，64.46%的项目资金通过银行贷款和国家补助解决。2015年10月22日，蒲白黄公司向陕西省发改委报送“专项基金申请”获批。11月27日，国家开发银行批复的8.75亿元专项建设基金全部付至渭南城市投资集团有限公司的账户，为确保专款专用，该资金受渭南市政府国资委监督管理。然而，在国家资金拨付前的11月20日，渭南市交通局以“投资人资金筹措不力等原因”为由，停工了该项目。据渭南市交通局于2016年11月9日给渭南市政府专项基金使用流程请示（渭交字〔2016〕161号）的文件显示，8.75亿元国家专项建设基金被转入渭南市交通局账户，交通局又将这笔基金转入新组建的陕西渭黄公路建设有限责任公司账户。而作为项目建设主体的蒲白黄公司最终未能取得该项资金，致使项目陷入停滞。
2017年4月10日，渭南市政府公告，以投资方资金不足为由，单方面宣布终止蒲白黄公司取得并已经实施投资建设的黄渭高速白水至蒲城段BOT项目《特许经营合同》约定的特许经营权及投资建设权。9月22日，渭南市交通局作为招标人就该BOT项目重新进行招标，招标公告称：因原投资人原因，渭南市人民政府和白水县人民政府已依法终止与原投资人相关协议和合同。中铁二十局集团有限公司和新余铁建广融投资合伙企业组成的联合体于2017年10月13日中标，成立陕西黄蒲高速公路有限公司负责建设运营，收费期30年，建设期36个月。后经新闻媒体调查，当时中铁二十局被列入失信被执行人名单，完全不具备此次项目的投标人资格；而联合体中的新余铁建广融投资合伙企业，属于一家注册地址失实、无办公场地及人员的虚假注册公司。
2020年1月20日，黄蒲高速公路白水至蒲城段正式建成通车。4月，黄蒲高速公路项目获评2019年陕西省平安工地省级“示范工程”。10月10日，全线72座桥梁全部贯通。12月19日，陕西省人民政府以陕政函〔2020〕176号文件批复了黄龙至蒲城高速公路设站收取车辆通行费等有关问题。12月23日，黄蒲高速公路全线建成通车。

## 运营权
2022年7月28日，陕西黄蒲高速公路有限公司与中铁建公路运营有限公司共同签署了委托运营协议，黄蒲高速公路项目运营权正式移交。

## 车辆通行费
黄龙至蒲城高速公路收费期限暂定10年，自2020年12月23日至2030年12月22日。待暂定期限到期时，最终核定该项目收费年限。若国家公路收费政策调整，从其规定。

### 客车
| 类别 | 车辆类型       | 核定载人数 | 说明                                             | 道路费率标准（元/车·公里） | 洛河特大桥加收标准（元/车次） |
| ---- | -------------- | ---------- | ------------------------------------------------ | -------------------------- | ----------------------------- |
| 1类  | 微型、小型     | ≤9         | 车长小于6000mm且核定载人数不大于9人的载客汽车    | 0.60                       | 10                            |
| 2类  | 中型乘用车列车 | 10-19—     | 车长小于6000mm且核定载人数为10-19人的载客汽车—   | 1.06                       | 20                            |
| 3类  | 大型           | ≤39        | 车长不小于6000mm且核定载人数不大于39人的载客汽车 | 1.36                       | 30                            |
| 4类  | 大型           | ≥40        | 车长不小于6000mm且核定载人数不小于40人的载客汽车 | 1.63                       | 40                            |

### 货车及专项作业车
| 类别 | 总轴数（含悬浮轴） | 说明                                         | 道路费率标准（元/车·公里） | 岔口特大桥加收标准（元/车次） |
| ---- | ------------------ | -------------------------------------------- | -------------------------- | ----------------------------- |
| 1类  | 2                  | 车长小于6000mm且最大允许总质量小于4500kg     | 0.60                       | 10                            |
| 2类  | 2                  | 车长不小于6000mm且最大允许总质量不小于4500kg | 1.08                       | 18                            |
| 3类  | 3                  | —                                            | 1.74                       | 29                            |
| 4类  | 4                  | —                                            | 2.11                       | 35                            |
| 5类  | 5                  | —                                            | 2.32                       | 39                            |
| 6类  | 6                  | —                                            | 2.45                       | 41                            |

大件运输车辆的道路收费标准和桥隧加收标准，以1类货车收费标准为基数，7轴收费系数为7，7轴以上按每增加一轴增加收费系数1，依此类推，最高至15轴。15轴以上收费系数统一按15轴执行。

## 沿线设施列表
| 地区                                                                                         | 里程 | 类型                              | 名称       | 连接       | 说明                   |
| -------------------------------------------------------------------------------------------- | ---- | --------------------------------- | ---------- | ---------- | ---------------------- |
| 延安市 黄龙县                                                                                | 0    | 主线出入口                        | 安善村     | 延黄高速   |                        |
| 延安市 黄龙县                                                                                | 1    | 出入口                            | 黄龙       | 242国道    |                        |
| 延安市 黄龙县                                                                                |      | 隧道                              | 洛窑科隧道 | 洛窑科隧道 | 左线1370米、右线1485米 |
| 延安市 黄龙县                                                                                | 7    | 停车场 · 加油设施 · 修车站 · 餐厅 | 黄龙服务区 | 黄龙服务区 |                        |
| 延安市 洛川县                                                                                | 17   | 出入口                            | 石头       | 石头       |                        |
| 渭南市 白水县                                                                                | 28   | 停车场 · 飲料小吃                 | 史官停车区 | 史官停车区 |                        |
| 渭南市 白水县                                                                                | 33   | 出入口                            | 史官       | 史官       |                        |
| 渭南市 白水县                                                                                |      | 枢纽                              | 史官南枢纽 | 合铜高速   | 与 菏宝高速共线段起点  |
| 渭南市 白水县                                                                                |      | 枢纽                              | 雷牙枢纽   | 合铜高速   | 与 菏宝高速共线段终点  |
| 渭南市 白水县                                                                                | 52   | 出入口                            | 白水       | 201省道    |                        |
| 渭南市 白水县                                                                                | 58   | 停车场 · 加油设施 · 修车站 · 餐厅 | 白水服务区 | 白水服务区 |                        |
| 渭南市 蒲城县                                                                                | 66   | 出入口                            | 罕井       | 201省道    |                        |
| 渭南市 蒲城县                                                                                | 80   | 主线出入口                        | 转弯村     | 渭蒲高速   |                        |
| 1.000 英里 = 1.609 千米；1.000 千米 = 0.621 英里 并行路段 • 已关闭／取消 • 限制进入 • 未开放 |      |                                   |            |            |                        |